# Úsilov
Úsilov (en allemand : Ausilau) est une commune du district de Domažlice, dans la région de Plzeň, en République tchèque. Sa population s'élevait à 134 habitants en 2017.

## Géographie
Úsilov se trouve à 15 km à l'est-sud-est de Domažlice, à 42 km au sud-sud-ouest de Plzeň et à 121 km au sud-ouest de Prague.
La commune est limitée par Němčice et Mezholezy u Černíkova au nord, par Černíkov à l'est et au sud, et par Kdyně au sud et à l'ouest.

## Histoire
La première mention écrite de la localité date de 1379.